# Diga di Mauvoisin
La diga di Mauvoisin è una diga ad arco situata in Svizzera, nel Canton Vallese nella val de Bagnes.

## Descrizione
Ha un'altezza di 250 metri, che ne fa la seconda più alta della Svizzera e la più alta ad arco. Il coronamento è lungo 520 metri. Il volume della diga è di 2.030.000 metri cubi.
Il lago di Mauvoisin già presente, con la costruzione della diga è diventato più grande, ha un volume massimo di 211,5 milioni di metri cubi, una lunghezza di 4,9 km e un'altitudine massima di 1975 m s.l.m. Lo sfioratore ha una capacità di 107 metri cubi al secondo.
Le acque del lago vengono sfruttate dall'azienda Forces Motrices de Mauvoisin SA di Sion.

## Storia
È stata inaugurata nel 1957. Nel 1990 è stata innalzata, passando da 237 metri agli attuali 250 metri d'altezza allo scopo di avere un volume d'acqua maggiore nel lago.

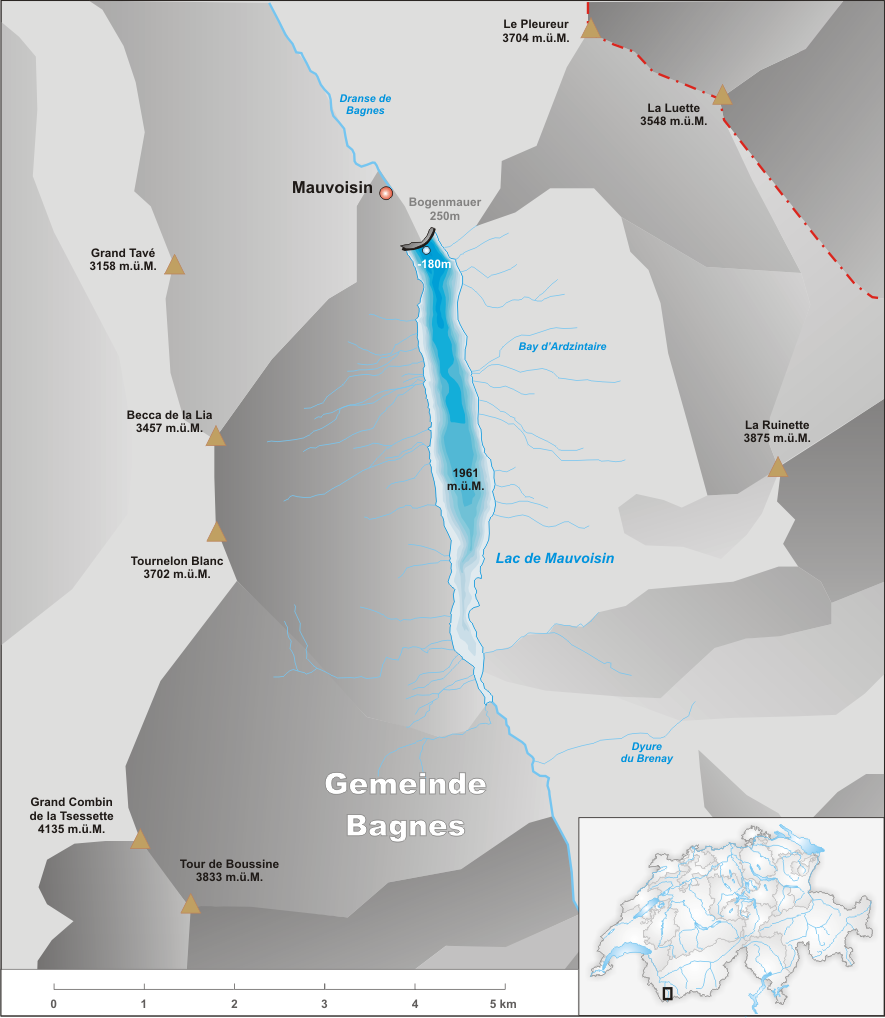
Mappa del lago